# Werner Kühn
Werner Kühn (* 26. November 1958) ist ein ehemaliger deutscher Eishockeyspieler.

## Karriere
Werner Kühn startete seine Profi-Karriere 1979 bei dem damals amtierenden deutschen Meister, den Kölner Haien. Seinen ersten Titel mit den Haien gewann der defensive Verteidiger fünf Jahre später, als er mit der Mannschaft im Finale der Play-offs den EV Landshut im entscheidenden letzten Spiel besiegte. 
Im Jahr darauf erreichte er mit dem KEC das Finale des Europapokals, welches man aber gegen ZSKA Moskau verlor. In den Jahren zwischen 1986 und 1988 feierte Kühn mit den Haien drei weitere Meisterschaften in Folge. Bis zum Ende der Saison 1989/90 spielte er ohne Unterbrechung in Köln, bevor er zum EC Ratingen in die 2. Liga wechselte. 
Nach zwei Jahren in Ratingen, kehrte er 1992 noch mal zu den Haien zurück, wechselte aber nach nur einem Jahr weiter zum EHC Neuwied und in der darauf folgenden Saison zum Grefrather EV. Dort spielte er noch drei weitere Jahre in der 2. Bundesliga, ehe er seine aktive Karriere im Jahr 2000 beim ESV Bergisch Gladbach in der Regionalliga beendete. Noch heute ist Werner Kühn dem Eishockey verbunden und spielt unter anderem in der Traditionsmannschaft des KEC.

## Statistik
- 1. Bundesliga: 524 Spiele, 15 Tore, 54 Vorlagen, 183 Strafminuten